# رومینا ریچی
رومینا ریچی (انگلیسی: Romina Ricci؛ زادهٔ ۱۵ اکتبر ۱۹۷۸) بازیگر اهل آرژانتین است.